# Georges Antenen
Georges Antenen (La Chaux-de-Fonds, 20 de desembre de 1903 - Ídem, 25 de març de 1979) va ser un ciclista suís que fou professional de 1927 a 1935. Com a amateur, aconseguí una medalla de bronze Campionat del Món en carretera de 1923, per darrere de l'italià Liberio Ferrario i el seu compatriota Othmar Eichenberger, i va participar en els Jocs Olímpics de 1924. Del palmarès com a professional destaca els dos campionats nacionals en ruta de 1930 i 1933.

## Palmarès
- 1926
  -  Campió de Suïssa amateur en ruta
- 1928
  - 1r al Tour del llac Léman
  - 1r al Tour del Nord-oest de Suïssa
- 1930
  -  Campió de Suïssa en ruta
  - 1r al Tour del Nord-oest de Suïssa
- 1932
  - 1r al Tour del llac Léman
- 1933
  -  Campió de Suïssa en ruta
  - 1r al Tour del Nord-oest de Suïssa

### Resultats al Tour de França
- 1931. Fora de control (14a etapa)
- 1932. 29è de la classificació general
- 1933. Eliminat (14a etapa)